# ميليسا دوبريه
ميليسا دوبريه هي منافسة ألعاب القوى بلجيكية، ولدت في 5 نوفمبر 1986.

## وصلات خارجية
- ميليسا دوبريه على موقع الاتحاد الدولي لألعاب القوى (الإنجليزية)
- ميليسا دوبريه على موقع اللجنة الأولمبية الدولية (الإنجليزية)